# Erika Sandt
Erika Sandt (* 8. April 1918 in Pirmasens; † 11. Februar 2010 ebenda) war eine deutsche Musikpädagogin.

## Leben
Erika Sandt entstammte der Pirmasenser Fabrikantenfamilie Kurt Sandt. Nach dem Abitur 1937 studierte sie in Karlsruhe Musik mit den Schwerpunkten Klavier und klassischer Gesang. Nach dem Zweiten Weltkrieg trat sie bei zahlreichen Konzerten auf, gab Klavier- und Gesangsunterricht und leitete Kurse an der Volkshochschule sowie im Chorleiterseminar des Sängerbundes. 1977 gründete sie das „Pfälzische Vokalquartett“. Sie war jahrelang Mitglied im Kulturausschuss des Pirmasenser Stadtrates. Als Rezensentin kultureller Veranstaltungen war sie mehr als 50 Jahre für die Zeitung Die Rheinpfalz und über 40 Jahre für die Pirmasenser Zeitung tätig.

## Auszeichnungen
- 1983: Landgrafenmedaille der Stadt Pirmasens[3]
- 1987: Peter-Cornelius-Plakette[4]